# Ader (geologie)
Een ader is in de geologie een planaire intrusie in een gesteente, die dagzoomt als een band in het gesteente. 

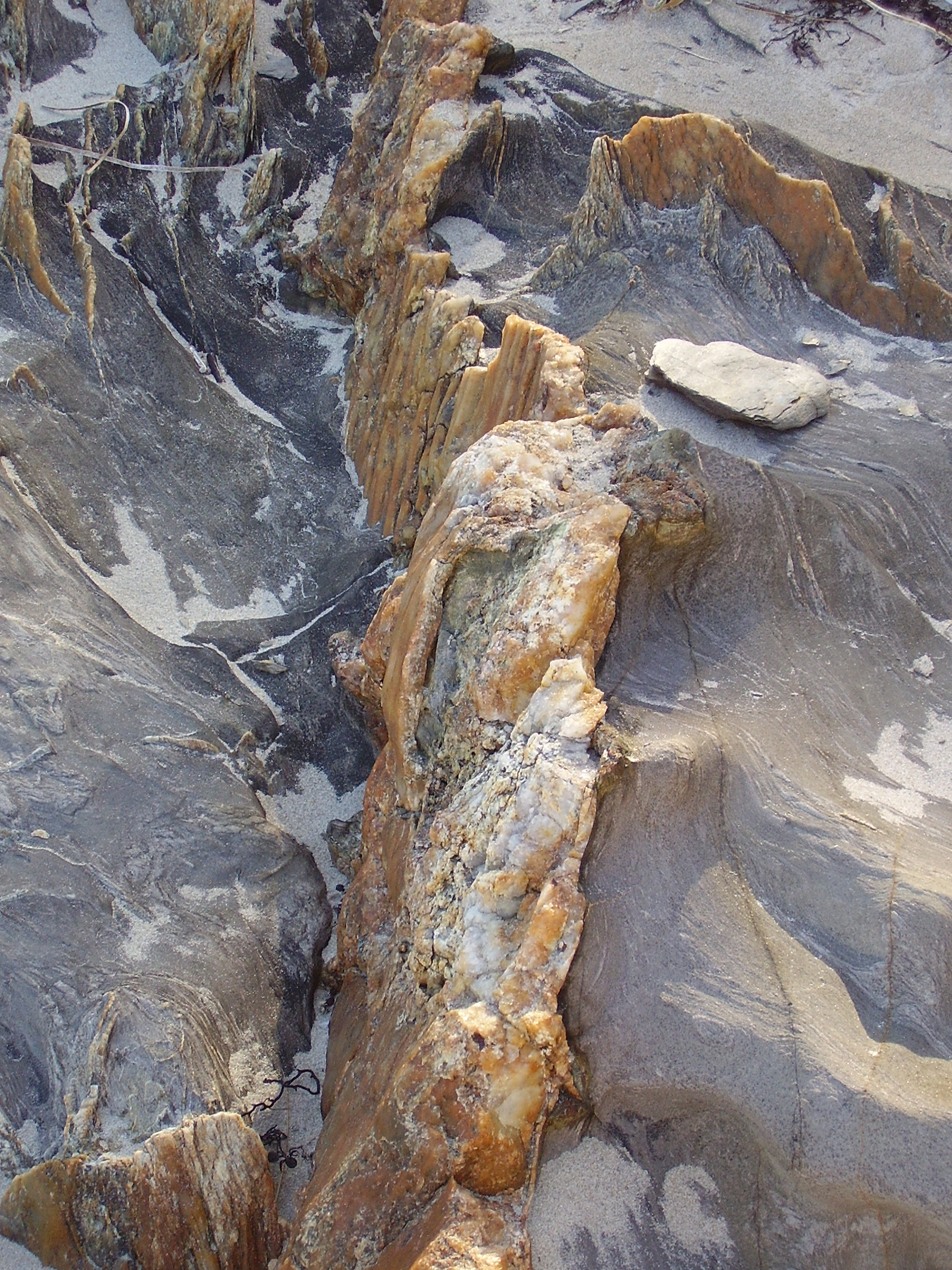
Een kwartsader

De naam ader wordt meestal gebruikt voor intrusies kleiner dan een meter dik, hoewel de definitie niet vastligt. Veel voorkomende aders zijn kwartsaders in metamorfe gesteenten en calcietaders in marmers en kalksteen. 
Aders zijn vaak rijk aan ertsen, en daarom economisch interessant. Voorbeelden van ertsen die in aders voor kunnen komen zijn goud, lood of tin.